# Ri Se-gwang
Ri Se-gwang (né le 21 janvier 1985 dans la province de Hamgyong du Sud) est un gymnaste nord-coréen. Il évolue au April Twenty-Five Sports Club.

## Carrière
Il gagne une médaille de bronze aux Championnats du monde de gymnastique artistique 2007, il est également le premier nord-coréen à gagner une médaille d'or aux Jeux Asiatiques de 2006. 
En 2009, il réalise un nouveau saut un Tsukahara suivi d'un torsion arrière complète et finissant par un double salto en position de repli. Cette nouvelle figure est nommée Ri en son hommage. Elle est l'une des figures qui rapporte le plus de points après la figure de Yang Hak-seon.
Aux Championnats du monde de gymnastique artistique 2009, il est qualifié et termine 7e.
Il remporte une médaille de bronze lors des Championnats du monde de gymnastique artistique 2007 en saut de cheval, puis le titre à deux reprises, en 2014 et en 2015.
Il est sacré champion olympique du saut de cheval en 2016.

## Palmarès

### Jeux olympiques
- Rio 2016
  -  médaille d'or au saut de cheval

### Championnats du monde
- Doha 2018
  -  médaille d'or au saut de cheval
- Stuttgart 2015
  -  médaille d'or au saut de cheval
- Nanning 2014
  -  médaille d'argent au saut de cheval

### Jeux asiatiques
- Doha 2006
  -  médaille d'or au saut de cheval

### Championnats d'Asie
- Putian 2012
  -  médaille d'or au saut de cheval
  -  médaille d'or aux anneaux
  -  médaille de bronze par équipes
- Surate 2006
  -  médaille d'argent au saut de cheval

### Universiade
- Belgrade 2009
  -  médaille d'argent au sol
  -  médaille de bronze aux anneaux

### Jeux d'Asie de l'Est
- Macao 2005
  -  médaille de bronze au saut de cheval